# William John Bankes
William John Bankes (11 dicembre 1786 – Venezia, 15 aprile 1855) è stato un esploratore, egittologo, politico e archeologo britannico.
È noto per aver fatto rimodernare la tenuta di famiglia, Kingston Lacy, con una facciata in marmo di Carrara e pietra di Chilmark, aggiungendo anche due obelischi importanti dall'Egitto, tra cui l'obelisco di File. Grazie anche all'obelisco, Bankes svolse un ruolo chiave nei primi passi per la decifrazione dei geroglifici egizi e il suo lavoro gettò le basi dell'opera di Thomas Young e Jean-François Champollion. Oltre ad aver viaggiato a lungo in Egitto e nel Vicino Oriente, Bankes fu un membro del parlamento Tory di Truro (1810), dell'Università di Cambridge (1822-1826), di Marlborough (1829-1832) e del Dorset (1832-1835).

## Biografia
William John Bankes nacque nel 1786 nel Dover, secondo dei sette figli di Frances Woodley ed Henry Bankes. Alla morte del fratello maggiore, Bankes divenne l'erede della famiglia e studiò alla Westminster School e al Trinity College dell'Università di Cambridge, dove ottenne la laurea triennale nel 1808 e magistrale nel 1811. Fu compagno di università e amico di Lord Byron, che accompagnò in alcuni dei suoi viaggi in Europa. Dopo aver ereditato Soughton Hall dal prozio, nel 1835 ereditò Kingston Lacy, la tenuta di famiglia, che ristrutturò e usò per ospitare la sua vasta collezione di reperti e artefatti dell'Antico Egitto.
Fu aiutante di campo del Duca di Wellington in Spagna e Portogallo durante la guerra d'indipendenza spagnola e nel 1819 conobbe l'architetto Charles Barry ad Abu Simbel, dove Bankes acquistò l'obelisco di File e ne organizzò il trasporto a Kingston Lacy. Bankes e l'architetto furono legati da una profonda amicizia per tutta la vita e il collezionista affidò a Barry la ristrutturazione della tenuta di famiglia. Bankes notò sull'obelisco due iscrizioni, una in geroglifico e l'altra in greco antico. Confrontando i due testi, Bankes pensò di aver riconosciuto i nomi di "Tolomeo" e "Cleopatra" nei caratteri geroglifici. La sua scoperta fu successivamente confermata da Thomas Young e Jean-François Champollion, e fu di grande utilità per quest'ultimo nel suo lavoro di decifrazione dei geroglifici nello studio della Stele di Rosetta. Nel 1822 fu eletto membro della Royal Society.
Nel 1841 fu colto in flagrante in intimità con un soldato a Green Park ed essendo la sua seconda infrazione alle leggi contro la sodomia Bankes decise di fuggire, temendo per la sua vita, dato che la pena capitale era ancora in vigore per questo tipo di reati. Bankes cedette Kingston Lacy al fratello per evitare la confisca della proprietà da parte della corona britannica. Trasferitosi nell'Europa continentale, Bankes proseguì con la sua attività di collezionista e si ritiene che sia tornato una volta a Kingston Lacy per visitare in segreto la proprietà. Morì a Venezia nel 1855 e le sue spoglie furono sepolte nella cappella di famiglia a Wimborne Minster.